# Saufley
Die  USS Saufley (DD-465) war ein Zerstörer der United States Navy. Das zur Fletcher-Klasse gehörende Schiff war von 1942 bis 1964 in Dienst und nahm am Zweiten Weltkrieg und an der Seeblockade Kubas während der Kubakrise teil. 1968 wurde sie als Zielschiff versenkt.

## Namensgeber
Richard Caswell Saufley (1884–1916) war ein Offizier der US Marine und Pionier der Marinefliegerei.
Saufley war der 14. Luftfahrzeugführer der US Marine. Er beschäftigte sich mit der technischen Entwicklung der Marineflieger. Ein Schwerpunkt lag in der Entwicklung von Wasserflugzeugen. Saufley stellte mehrere Höhen- und Reichweitenrekorde auf. Bei dem Versuch seinen eigenen Rekord zu brechen, starb er am 6. Juni 1916 beim Absturz seines Flugzeuges vom Typ Curtiss Model E AH-8 über Santa Flora Island.

## Technik

### Rumpf und Antrieb
Der Rumpf der USS Saufley war 114,7 m lang und 12,2 m breit. Der Tiefgang betrug 5,4 m, die Verdrängung 2.100 Tonnen. Der Antrieb des Schiffs erfolgte durch zwei Dampfturbinen von General Electric, der Dampf wurde in vier Kesseln von Babcock & Wilcox erzeugt. Die Leistung betrug 60.000 Wellen-PS, die Höchstgeschwindigkeit lag bei 35 Knoten.

### Bewaffnung und Elektronik
Hauptbewaffnung der USS Saufley  waren bei Indienststellung ihre fünf 5-Zoll/127-mm-Mark-30-Einzeltürme. Dazu kamen diverse Flugabwehrkanonen, die im Laufe des Krieges immer weiter verstärkt wurde. 1948/49 wurde das Schiff dann zum U-Jagdzerstörer umgebaut und erhielt verstärkte Anti-U-Boot-Bewaffnung, unter anderem einen Mk.-108-U-Jagdraketenwerfer vor der Brücke.
Die USS Saufley war mit Radar ausgerüstet. Am Mast über der Brücke waren ein SG- und ein SC-Radar montiert, mit denen Flugzeuge auf Entfernungen zwischen 15 und 30 Seemeilen und Schiffe in Entfernungen zwischen 10 und 22 Seemeilen geortet werden konnten.

## Geschichte
USS Saufley wurde am 27. Januar 1942 auf der Werft Federal Shipbuilding and Drydock Company, Kearny, New Jersey auf Kiel gelegt. Am 19. Juli 1942 fand der Stapellauf statt. Taufpatin des Zerstörers war die Witwe von Richard C. Saufley, Helen O'R. Scruggs. Das Schiff wurde am 29. August 1942 unter dem Kommando von Lieutenant Commander Bert F. Brown in Dienst gestellt.

### 1942
Nach der Erprobungsfahrt vor Neu-England wurde die USS Saufley für Geleitdienst in den Küstengewässern eingesetzt, bevor sie nach Norfolk lief, um für den Einsatz im Pazifik ausgerüstet zu werden. Sie verließ Norfolk am 9. September 1942 und erreichte Nouméa, Neukaledonien am 2. Dezember. Drei Tage später nahm USS Saufley an der Schlacht um Guadalcanal teil.

### 1943
USS Saufley eskortierte hauptsächlich Verstärkungen von Espiritu Santo nach Lunga Point. Unterbrochen wurde der Geleitdienst von Einsätzen gegen den feindlichen Schiffsverkehr in den Gewässern nördlich und westlich von Guadalcanal und beschoss Ziele auf der Insel. Während der japanischen Evakuierung der Insel Ende Januar bis Anfang Februar gehörte der Zerstörer der Task Force (TF) 11 an. Am 19. Februar 1943 lief sie nach Lunga Roads, um sich dort mit anderen Einheiten für die Operation Cleanslate, der Besetzung der Russell-Inseln zu sammeln.
Im März führte die USS Saufley erneut Geleitdienst und U-Bootjagdpatrouillen im Seegebiet zwischen den südlichen Salomonen, Neukaledonien und den Neuen Hebriden durch. Nach einem kurzen Aufenthalt in Sydney kehrte sie nach Nouméa zurück und war bis Ende Juni wieder im Geleitdienst eingesetzt. Als die alliierten Streitkräfte am 30. Juni 1943 Rendova angriffen, beschoss sie japanische Einrichtungen an der Küste. Die USS Saufley war im Juli und August an den Kämpfen um New Georgia beteiligt und eskortierte Konvois zu den Neuen Hebriden und nach Vella Lavella. Am 31. August 1943 wurde sie bei einem Einsatz in der The Slot genannten Meerenge zwischen den Inselketten der nördlichen und südlichen Salomonen durch eine japanische Geschützbatterie leicht beschädigt.
Am 15. September war USS Saufley zusammen mit der USS Montgomery und zwei Handelsschiffen auf dem Weg nach Espiritu Santo, als um 10:11 Uhr die Laufspur eines Torpedos gesichtet wurde. USS Saufley nahm die Suche nach dem U-Boot. Sie lief über einen Zeitraum von dreieinhalb Stunden fünf Wasserbombenangriffe auf das U-Boot. Um 14:43 tauchte das japanische U-Boot RO-101 auf. Die fünf Geschütze und Maschinengewehre des Zerstörers eröffneten das Feuer. Ein PBY Catalina-Flugboot traf ein und warf zwei Wasserbomben auf RO-101. Die Erste verfehlte das Boot um ca. zwölf Meter. Die zweite Bombe traf das Boot. Nach Zusammenfall der Wassersäule war RO-101 von der Oberfläche verschwunden. Eine Unterwasserexplosion wurde wahrgenommen und gegen 17:35 ein Öl-Teppich von ca. 2,6 km² Ausdehnung entdeckt. Den restlichen September wurde die USS Saufley gegen nächtlichen Schiffsverkehr zwischen Kolombangara und Choiseul eingesetzt. Sie versenkte in dieser Zeit vier Lastkähne. Am 1. Oktober erhielt sie einen Bombentreffer, der zwei Besatzungsangehörige tötete und elf verwundete. Nach Reparatur der Schäden eskortierte USS Saufley von November 1943 bis Januar 1944 Verstärkungen nach Bougainville.

### 1944
Im Februar 1944 nahm die USS Saufley an den Angriffen auf die Green Islands, wodurch die japanischen Versorgungswege zwischen Rabaul und Buka unterbrochen wurden. Mit der Einnahme der Inseln gewannen die Alliierten ein weiteres Flugfeld in der Nähe von Rabaul. Nach U-Jagdeinsätzen unterstützte der Zerstörer Anfang April mit seiner Artillerie die Landung auf Emirau. Sie lief ins Seegebiet zwischen Emirau und Mussau, wo sie am Morgen des 7. April ein getauchtes U-Boot (vermutlich I-2) ortete. Der Angriff auf das U-Boot mit 18 Wasserbomben dauerte 45 Minuten bis zwei Unterwasserexplosionen gehört wurden. Innerhalb der nächsten Stunden bildete sich ein Ölfilm auf dem Wasser.
Nach Geleitdienst zu den Admiralitätsinseln nahm sie vom 18. April 1944 bis Mai an Übungen mit der TF 38 teil. Am 4. Mai nahm USS Saufley Kurs auf Pearl Harbor, wo sie am 12. Mai einlief. Am 1. Juni stach sie als Einheit der Task Group 51.18, der Reserve für die Operation Forager, der Landung auf den Marianen, wieder in See. Am Tag nach Beginn der Landungen eskortierten USS Saufley und die anderen Geleitschiffe die Transportschiffe zum Entladegebiet westlich von Saipan. Während des folgenden Monats wurde sie zum Beschuss von Landzielen auf Saipan und Tinian eingesetzt. Am 20. Juli nahm sie an der Invasion von Guam teil und setzte erneut ihre Geschütze zur Unterstützung der Landungstruppen ein. Sie kehrte am 23. Juli nach Tinian zurück und unterstützte die Landungen am 24. Juli. Die darauffolgende Woche diente sie zur Feuerunterstützung und als Radarvorposten. Bis zum 12. August blieb sie in den Marianen, um dann Kurs auf Kalifornien zu nehmen. Am Ende des Monats erreichte sie mit den anderen Schiffen des DestroyerSquadron (DesRon) 22 San Francisco. Die Überholung des Zerstörers dauerte bis Oktober. Am 26. Oktober 1944 lief sie wieder aus.
Die Saufley erreichte Ulithi am 17. November. Auf der Weiterfahrt zum Golf von Leyte erreichte den Zerstörer in der Camotes-See der Befehl, nach einem in diesem Gebiet vermuteten U-Boot zu suchen. Am 28. November wurde das an der Oberfläche fahrende japanische U-Boot I-46 vor Pilar Point, Ponson Island gesichtet. Die Saufley versenkte gemeinsam mit ihren Schwesterschiffen Renshaw, Waller und Pringle das U-Boot durch Artilleriefeuer.
Am 29. November wurde USS Saufley durch einen Kamikaze-Angriff im Golf von Leyte am Rumpf beschädigt und verlor einen Mann.

### 1945
Nach Reparatur auf den Admiralitätsinseln lief sie am 2. Januar 1945 aus, um zum Angriffsverband für Lingayen zu stoßen. Am 7. Januar lief sie in die Sulusee und schoss am 8. Juli ein angreifendes Flugzeug ab. Am Morgen des 9. Januar stand der Verband im Golf von Lingayen. Während der Landung schützte die USS Saufley die anlandenden Truppen. Eine Aichi D3A Val stürzte sich am Morgen des 10. Juli auf das Schiff, konnte aber abgeschossen werden. Sie nahm am 12. Januar wieder Kurs auf den Golf von Leyte, um von dort einen Konvoi nach Morotai zu bringen. Am 31. Januar kam der Zerstörer vor Nasugbu an, um die dortige Landung während der nächsten vier Tage zu unterstützen. Ein angreifendes japanisches Boot wurde von ihr am 1. Februar versenkt. Am 4. Februar verlegte sie in die Subic-Bucht.
Im Februar und März war sie zur Unterstützung von Operationen in der Bucht von Manila und in der Umgebung von Mindoro eingesetzt. USS Saufley nahm an den Landungen auf Sanga Sanga im Sulu-Archipel (31. März bis 4. April) und Jolo (8.–11. April) teil, wo sie als Flaggschiff diente.
Die nächsten Monate war sie im Geleitdienst unterwegs. Sie nahm an den Angriffen auf Balikpapan, Borneo am 1. Juli 1945 teil. Am 22. Juli kehrte der Zerstörer nach Morotai zurück. Sie eskortierte Geleitzüge zwischen dem Golf von Leyte und Ulithi bis zum Ende der Feindseligkeiten Mitte August.

### Nachkriegszeit
Am 12. Juni 1946 wurde die Saufley außer Dienst gestellt und der Reserveflotte zugeteilt, in der sie über drei Jahre verblieb. Nach Umbau und Umklassifizierung zum Geleitzerstörer (Kennung DDE-465) wurde sie am 15. Dezember 1949 wieder in Dienst gestellt und dem Escort Destroyer Squadron (CortDesRon) 2 der Atlantikflotte zugewiesen. Innerhalb eines Jahres nahm sie an zwei Such- und Rettungsoperationen teil. Im Juni 1950 rettete sie 36 Passagiere eines auf der Strecke Puerto Rico – New York abgestürzten Linienflugzeuges und im Oktober einen TBM Avenger-Piloten des Geleitflugzeugträgers USS Palau.
Am 1. Januar 1951 wurde das Schiff erneut umklassifiziert. Sie dient jetzt als Experimental Escort Destroyer EDDE-465 zu Versuchs- und Testzwecken. Sie unterstand dem Commander, Operational Development Force und war der Destroyer Division (DesDiv) 601 mit Heimatstützpunkt Key West zugewiesen. Die folgenden zwölf Jahre wurde USS Saufley hauptsächlich zum Testen und zur Bewertung von Sonar-Geräten und U-Jagd-Waffen benutzt.
Die erneute Umklassifizierung zurück zum Mehrzweckzerstörer erfolgte am 1. Juli 1962 und sie erhielt ihre ursprüngliche Kennung DD-465 zurück. Am Ende des Monats wirkte sie bei den Dreharbeiten zum Spielfilm Patrouillenboot PT 109 mit. Im September 1962 wurde sie wieder für Tests und Bewertungen eingesetzt. Ende Oktober wurde der Zerstörer in Bereitschaft gesetzt und nach Erklärung der als „Quarantäne“ bezeichneten Seeblockade während der Kubakrise patrouillierte der Zerstörer bis zum 20. November vor Florida. Am 26. November nahm sie an der Besichtigung der Blockadeeinheiten durch Präsident John F. Kennedy teil.
USS Saufley wurde die nächsten beiden Jahren weiter zu Versuch- und Testzwecken, unterbrochen von Übungen und Diensten für die Fleet Sonar School, genutzt. Im Frühjahr 1963 nahm sie an der Suche nach dem Atom-U-Boot Thresher teil.
Im Herbst 1964 wurde sie nach Norfolk befohlen, wo USS Saufley am 29. Januar 1965 außer Dienst gestellt wurde. Am 1. September 1966 wurde sie aus der Flottenliste gestrichen. 1967 wurden an Bord Instrumente für die nachfolgenden Ansprengversuche installiert.

### Verbleib
Im Rahmen der Ansprengversuche sank USS Saufley am 20. Februar 1968 vor Key West.

## Auszeichnungen
USS Saufley erhielt während des Zweiten Weltkriegs 16 Battle Stars.